# Larry Brown (Schriftsteller)
William Larry Brown (geboren 9. Juli 1951 in Oxford (Mississippi); gestorben 24. November 2004 ebenda) war ein US-amerikanischer Schriftsteller.

## Leben
Larry Brown besuchte ohne Abschluss die University of Mississippi. Er jobbte in verschiedenen Tätigkeiten und war von 1970 bis 1972 Soldat im Marine Corps. Brown heiratete Mary Annie Brown, sie haben drei Kinder. Von 1973 bis 1990 war er als Feuerwehrmann beim Oxford Mississippi Fire Department beschäftigt, danach arbeitete er als freier Schriftsteller. 
Brown veröffentlichte 1988 seinen ersten von zwei Kurzgeschichtenbänden. Er schrieb fünf Romane, der Roman A Miracle of Catfish wurde 2007 postum als sechster herausgegeben. Die Kurzgeschichte Big Bad Love war Grundlage für einen gleichnamigen Film. Brown erhielt zweimal den Southern Book Critics Circle Award. Der Roman Joe wurde 2013 von David Gordon Green verfilmt, der deutsche Titel war Joe – Die Rache ist sein. 

## Werke
- Facing the Music. Kurzgeschichten. 1988
- Dirty Work. Roman. 1989
- Big Bad Love. Kurzgeschichten. 1990
- Joe. Roman. 1991
  - Joe. Übersetzung Thomas Gunkel. München : Wilhelm Heyne, 2018
- On Fire. Autobiografie. 1993
- Father and Son. Roman. 1996
- Fay. Roman. 2000
  - Fay. Übersetzung Thomas Gunkel. München : Wilhelm Heyne, 2017
- Billy Ray's Farm: Essays from a Place Called Tula. Essays. 2001
- The Rabbit Factory. Roman. 2003
- A Miracle of Catfish. Roman. 2007 postum